# Phagnalon rupestre
Phagnalon rupestre es una planta de la familia de las compuestas.

## Descripción
Semiarbusto de follaje denso, de 10-50 cm e alto, con tallos tomentosos de balnco, ascendentes de base leñosa. Hojas alternas, estrechas e inversamente lanceoladas, de 1-4 cm de largo, de color verde oscuro, tomentosas de blanco por la cara inferior, con el margen ondulado, algo dentadas más o menos enrolladas. Cabezuelas solitarias, más o menos de 1 cm de ancho, terminales, con peciolo de 4-7 cm. Brácteas involucrales en varias capas, apretadas, glabras, membranosas.

## Hábitat
Garrigas, roquedales calcáreos, paredes.

## Distribución
En el Mediterráneo. En el Mediterráneo oriental aparece Phagnalon graecum con brácteas involucrales estrechamente triangulares, puntiagudas. En el Mediterráneo occidental el Phagnalon saxatile, de hojas lineares , brácteas involucrales puntiagudas, las externas posteriormente separadas hasta revueltas, cabezuelas más o menos asentadas, pequeñas, en grupos de 2-6 en el extremo del tallo, involucro en forma de pera, aplastado.